# 1499
- Wikisource

| Calendário gregoriano                                                        | 1499 MCDXCIX                                           |
| Ab urbe condita                                                              | 2252                                                   |
| Calendário arménio                                                           | 948 – 949                                              |
| Calendário bahá'í                                                            | -345 – -344                                            |
| Calendário budista                                                           | 2043                                                   |
| Calendário chinês                                                            | 4195 – 4196 Início a 11 de fevereiro (aproximadamente) |
| Calendário copta                                                             | 1215 – 1216                                            |
| Calendário etíope                                                            | 1491 – 1492                                            |
| Calendários hindus - Vikram Samvat - Calendário nacional indiano - Cáli Iuga | 1554 – 1555 1420 – 1421 4599 – 4600                    |
| Calendário Holoceno                                                          | 11499                                                  |
| Calendário islâmico                                                          | 904 – 905                                              |
| Calendário judaico                                                           | 5259 – 5260                                            |
| Calendário persa                                                             | 877 – 878                                              |
| Calendário rúnico                                                            | 1749                                                   |
| Calendário solar tailandês                                                   | 2042                                                   |

1499 (MCDXCIX, na numeração romana) foi um ano comum do século XV do Calendário Juliano, da Era de Cristo, e a sua letra dominical foi F (52 semanas), teve início a uma terça-feira e terminou também a uma terça-feira.
| Ano completo                       |
| ---------------------------------- |
| Ano comum com início à terça-feira |

## Eventos
- 9 de fevereiro — França e Veneza assinam tratado contra Milão.
- 12 de maio — Acertos e confirmação dos antigos Tratados de paz, entre D. Manuel I de Portugal e Henrique VII de Inglaterra.
- 21 de maio — Na cidade de Madrid é assinado o tratado de confirmação da Convenção entre D. Manuel I de Portugal e os reis Católicos, para a mútua entrega de delinquentes.
- 4 de julho — Promulgação do foral das Alfândegas das ilhas dos Açores e do foral da alfândega do Funchal.
- 10 de julho — A nau Bérrio, comandada por Nicolau Coelho, é a primeira a chegar a Lisboa com a notícia da chegada à Índia, no regresso da armada de Vasco da Gama da primeira viagem marítima de Lisboa à Índia.
- 24 de agosto — Alonso de Ojeda descobre o Lago de Maracaibo, que deu o nome de Pequena Veneza, nome este que, ligeiramente modificado, se converteu em Venezuela e passou a denominar todo o país.
- 18 de setembro — Vasco da Gama entra triunfalmente em Lisboa, onde é recebido pela corte, no regresso da sua viagem à Índia.
- 22 de setembro — Data da independência da Confederação Helvética.
- Proibida a saída de judeus de Portugal.
- 19 de novembro — Vicente Yáñez Pinzón, navegador espanhol, parte de Palos de la Frontera, tendo chegado em terras brasileiras antes de Pedro Álvares Cabral, o seu descobridor oficial.
- ?? - Elevação do lugar de Ponta Delgada na ilha de São Miguel à categoria de vila.

## Nascimentos
- 29 de janeiro — Catarina de Bora (Katharina von Bora), mulher de Martinho Lutero.
- 31 de março — Papa Pio IV (m. 1565).
- ?? — São Pedro de Alcântara (m. 1562).
- ?? — Niccolò Tartaglia, matemático italiano (m. 1557).

## Mortes
- Abdalazize Ataba — santo muçulmano sufista e professor de Marrocos, um dos "Sete Santos de Marraquexe".